# Репетирка
Репетирка (енгл. Repeating rifle), позната и под именом магацинка или брзометна пушка, пушка која може да испали више метака пре него што се поново напуни, за разлику од спорометног оружја које има само један метак.

## Историјски развој

### Кремењаче
Средином 17. века у Немачкој и Италији развијено је више система пушака острагуша са табаном на кремен. Ове пушке имале су посебне магацине за барут и пројектиле (кугле) у кундаку, као и механизам са полугом чије је ротирање убацивало куглу у цев и барутно пуњење иза њега, а понекад и натезало ороз и пунило чанак за припалу. Један од најпопуларнијих система овог типа био је Лоренцонијев, који се користио за пушке и пиштоље од краја 17. века до открића табана на капислу (1690-1815).

### Пушке са сједињеним метком
У другој половини 19. века уведене су прве брзометне пушке (такозване магацинке или репетирке), са магацином из кога се меци убацују у цев повлачењем затварача, чиме је знатно повећана брзина гађања (1 зрно за 5-10 секунди). Појави тих пушака допринела је и месингана чахура, која је зрно, барутно пуњење и капислу боље сједињавала у целину. После опаљења, рад се понавља (тј. репетира) - отварањем затварача избацује се празна чахура, а његовим затварањем убацује се у цев нов метак из магацина. Прве пушке са магацином (Хенри и Хенри-Винчестер са 15 метака, Спенсер са 8 метака) употребљене су у Америчком грађанском рату 1861-1865 и Бурском рату 1899-1902.
Било је три врсте магацина: испод цеви (Лебел М.86, Винчестерка), у кундаку (Спенсер М.60) и испод сандука. Ова последња врста омогућила је најбрже пуњење. Магацини су били најчешће вертикални, и то са једним (Мозин М.91/30) или два (Маузер М.91) реда метака, а ређе хоризонтални (Краг-Јоргенсен) или у облику добоша (Манлихер-Шоенауер М.1903/14). Употребом оквира са 3-12 метака повећала се брзина гађања, а применом малодимног барута и домет (до 2.000 м). Употребом бољег челика смањени су калибри (до 8 мм) и тежина пушака, па је војник могао сам да носи већу количину муниције. Цев је имала 3-6, најчешће 4 жлеба са константним углом увијања, махом у десну страну. Од 1886. брзометне пушке употребљавају се у целој Европи.